# ØØ Void
ØØ Void è il primo album in studio del gruppo musicale statunitense Sunn O))), pubblicato nel 2000.

## Tracce
1. Richard – 14:32
2. NN O))) – 15:15
3. Rabbits' Revenge (Melvins cover) – 14:01
4. Ra at Dusk – 14:43

## Formazione
Gruppo
- MK Ultra Blizzard
- The Duke
- G:Subharmonia

Ospiti
- Petra Haden - violino, voce
- Scott Reeder - basso
- Peter Stahl - voce